# 이화숙
이화숙(1966년 6월 4일~)는 대한민국의 양궁 선수이다. 2012년 제14회 런던 장애인올림픽 양궁 여자 단체전 금메달 및 2012년 제14회 런던 장애인올림픽 양궁 여자 개인전 리커브스탠딩 은메달, 2010년 제10회 광저우 장애인아시안게임 양궁 리커브 여자 단체전 금메달을 획득했다.